# Serica shokhini
Serica shokhini är en skalbaggsart som beskrevs av Ahrens 2005. Serica shokhini ingår i släktet Serica och familjen Melolonthidae. Inga underarter finns listade i Catalogue of Life.